# 万蔵寺 (福島県会津坂下町)
万蔵寺（まんぞうじ）は福島県河沼郡会津坂下町にある天台宗の寺院。山号は流古山。

## 歴史
創建年代は不明。室町時代末期の文亀2年（1520年）には源順という僧が住んでいたと伝わることから、寺の歴史はそれ以前にさかのぼるとされる。明暦元年（1655年）から下野国日光山妙道院（輪王寺釈迦堂、明治の神仏分離で廃絶）の末寺となったが、その後についての詳細は不明という。
境内の観音堂は会津三十三観音の束原観音（つかはらかんのん）として知られ、会津三十三観音では唯一、馬頭観音が祀られている。